# Белорусская детская литература
Белорусская детская литература — литература на белорусском языке, предназначенная для детей и подростков, их воспитания и образования через язык художественных образов.
Берёт своё начало с давних времён от детского фольклора (сказки, колыбельные, приговоры, загадки, песни, детские игры и т. д.). Формирование, как жанра литературы, относится к XVI веку, времени возникновения белорусского книгопечатания. Изначально развивалась преимущественно как литература религиозной направленности. Более чёткая направленность на детскую аудиторию формируется в XIX веке. Наибольший расцвет относится к XX веку, когда зародилось и стало развиваться движение белорусского национального возрождения. В это время детская литература обогатилась новыми яркими именами, жанрами и произведениями, которые доходили до юного читателя через детские газеты, журналы, книги, сценические постановки. Плодотворно развивается и в XXI веке, пополняясь не только новыми именами и яркими произведениями, но и новыми формами подачи материала с помощью современных средств и инноваций.

## Становление белорусской детской литературы через белорусский детский фольклор
Истоки белорусской детской литературы лежат в устном народном творчестве. Устно-поэтическое творчество в Беларуси с давних времён способствовало воспитанию высоких общественных идеалов, здоровых моральных принципов и художественного вкуса народа. Эту же функцию выполнял и детский фольклор. Термин «детский фольклор» появился в начале XX века. Под его понятием подразумевалась та часть устно-поэтического творчества, которая была доступной, интересной и полезной в поучительным плане самим детям, и соответствовала определённым особенностям их возрастного восприятия. Но корни детского фольклора лежат гораздо глубже, и его жанры зачастую связаны с заговорной поэзией. В детском фольклоре можно выделить три основные группы, которые сложились исторически и закрепились в фольклористике:
1. Произведения, созданные специально для детей (забавки, колыбельные, песни, детские игры, некоторые сказки, пестушки[K 2] и т. п.);
2. Произведения, которые потеряли своё значение для взрослых и перешли к детям (приговоры, загадки, считалки, заклички (зазывания), сказки, некоторые песни, игры и пр.);
3. Произведения, которые придумали сами дети[2].

Таким образом термин «детский фольклор» является весьма расширенным. Ведь он объединяет в себе все виды устной народной поэзии, созданной взрослыми для детей, а также и творчество самих детей. Сюда же входят и те произведения, которые хотя сначала и создавались для взрослых, но с течением времени так или иначе перешли в разряд творчества для детей.
История собирания и изучения детского фольклора начинается в первой половине XIX века. Наиболее ранними являются записи Яна Чечота и Александра Рыпинского. В их работах можно найти пусть и не многочисленные, но примеры белорусских колыбельных и детских песен. Очень ценные и достаточно полные коллекции детского фольклора оставили П. В. Шейн, Е. Р. Романов, М. А. Федоровский, В. Н. Добровольский. П. В. Шейн включил в свои сборники «Белорусские народные песни» (1874 г.) и «Материалы для обучения быта и языка русского населения Северо-Западного края» (1887 г.) колыбельные, забавки, дразнилки, разного содержания детские песни, а также описания игр с соответствующими им песнями и считалками. В эти работы вошло свыше 100 образцов творчества для детей.
Также широко был представлен детский фольклор Е. Р. Романовым в I—II выпусках «Белорусского сборника» (1886), посвящённого народным песням . А в VIII выпуске он поместил свыше 70 описаний белорусских игр и развлечений, которые сопровождаются песенками. М. А. Федоровский в V томе своего труда «Lud białoruski» (1958 г.) предоставил богатый песенный материал: колыбельные, детские песенки и частушки, помимо того — дразнилки и забавки. В. Н. Добровольский в работе «Смоленский этнографический сборник» (1903 г.) поместил колыбельные, детские песни, дразнилки, описание игр, детские приговоры, заклички (зазывалки). Из наиболее полных собраний детского фольклора следует отметить записи С. П. Сахарова. В его сборнике «Народное творчество Латгальских и Илукстенских белорусов» (1940 г.) собраны многие песни, описаний игр, хороводов и других жанров детского фольклора.
Писатель Василь Витка, который также интересовался детским фольклором и его литературной обработкой, в своей книге «Дети и мы» (1977) отвёл этой тематике отдельный раздел — «Диалоги с внуками». На вопрос — что же такое детский фольклор? — сам Василь Витка отвечает так: «Это и искусство, и литература, и самая совершенная педагогика». А исследовательница детского фольклора Т. В. Зуева отмечала: «Детский фольклор — специфическая отрасль художественного творчества, имеющая, в отличие от фольклора взрослых, свою поэтику, свои формы бытования и своих носителей. Общий родовой признак детского фольклора — соотнесение художественного текста с игрой».

## Зарождение белорусской литературы для детей. XVI век
С возникновением белорусского книгопечатания получили распространение и учебные книги. Первыми такими книгами были «Псалтирь» Франциска Скорины (1517 г., « Детям малым початок всякое доброе науки … »), «Катехизис» Симона Будного (1562 г., книга для взрослых и учебник для детей), «Наука ку читаню и розуменю писмо словенского» Лаврентия Зизания (1596).

## XVII век
Первые страницы белорусской (и русской) детской поэзии связаны с именем Симеона Полоцкого. Её рождению способствовала активная педагогическая деятельность Симеона — после учёбы в Киево-Могилянской академии он получил звание «дидаскала» (учителя), после чего работал учителем братской начальной школы при Богоявленском монастыре Полоцка. На случай общественных и церковных торжеств он задавал ученикам сочинить стихи. Он и сам составлял декламации — панегиричные стихи, которые были предназначены для публичного исполнения одним или несколькими учениками, например — приветственные стихи на приезд царя Алексея Михайловича в Полоцк и Витебск были рассчитаны на чтение двенадцатью «отроками». Большинство его стихов на польском и латинском языках можно отнести к так называемой «школьной поэзии», которая представляла собой изложение тогдашней университетской науки силлабическими стихами. Во время своего пребывания в Москве при царском дворе он основал так называемую «Верхнюю (Придворную) типографию». Среди первых напечатанных в ней книг был учебник для детей «Букварь языка славенска».

## XVIII век
В XVIII веке появляются такие драматургические произведения, как школьная драма-моралите, интермедия, комедия и батлейка. Большинство школьных драм были написаны на польском или церковнославянском языках, и не имели сильного влияния на ученическое восприятие. Но благодаря им появились интермедии, которые писались преимущественно самими учащимися, которые были знакомы с местным фольклором и владели разговорным языком. Персонажами таких интермедий были: студиозус (студент), учёный-литератор, ученик-беглец, крестьянин, литвин, шляхтич, москаль, еврей, чёрт, драгун. Интермедии были популярны среди учащейся молодёжи и стимулировали литературное творчество на родном языке. На основе интермедии возникла комедия, которая взяла от школьной драмы поучительно-религиозное содержание, а от интермедии и народной драмы сатирическое звучание, юмор, увлекательную фабулу, и быстрое развитие действия. Всё это явилось ценным материалом и для батлеечной драмы. Одной из наиболее популярных батлеечных постановок была сценка про Матвея и врача-шарлатана, которая непосредственно была связана с интермедией «Матей и врач-шарлатан».

## XIX век
В начале XIX века появление каждого нового произведения в белорусской литературе было настоящим общественным событием. Поэтому единственное из произведений Павлюка Багрима, которому повезло дойти до нас, является очень ценным как для белорусской литературы в целом, так и для детской в частности. Единственное из его стихотворений «Сыграй, сыграй, парень малый …» сохранилось благодаря публикации в книге «Повесть моего времени» (Лондон, 1854 г.) польского литератора Игнатия Яцковского. Стихотворение выделяляется поэтичностью и глубоким гражданским содержанием. Герой стихотворения, ребёнок, жалеет, что не может навечно остаться маленьким и не видеть страданий родных и близких. В своих стихах Павел Багрим поднимал тему обездоленного детства, а также употреблял фольклорные мотивы и национальный колорит. Например, в стихотворении поэт вспоминает о поверье, что если летучая мышь сядет на головку ребёнка, то он перестанет расти.
Фольклорист Михаил Дмитриев, который занимался собиранием белорусского устно-поэтического творчества, мифологических легенд, описывал народные обычаи и интересовался живым белорусским языком, издал сборники белорусской поэзии «Опыт взимания песен и сказок крестьян Северо-Западного края» (1868 г.) и «Собрание песен, сказок, обрядов и обычаев крестьян Северо-Западного края» (1869 г.), в которые было включено 277 семейно-бытовых, календарно-обрядовых и внеобрядовых песен, 8 сказок и описания обрядов.
В XIX веке для детей писал Франтишек Богушевич, который в своё время говорил о необходимости создания книг для детей на родном языке. Связь с фольклором была одной из характерных особенностей его творчества. Самым близким к детскому фольклору можно назвать его стихотворение «Колыбельная». А в основе его поэмы «Плохо будет!» заложена драматическая судьба мальчика, который с ранних лет познал сиротство и несправедливость властей. Это произведение воспитывает сострадание, милосердие и неравнодушие к тяжёлой участи. Имеет социальный подтекст и его басня «Волк и овца», в которой в образе волка выступает эконом, который отправляет сына крестьянки в рекруты.
Мысль о «солнце науки» для детей выразил в стихотворении «Родной сторонке» Янка Лучина. Приемлемой для детского чтения можно считать и творчество Яна Барщевского. Наиболее известно его польскоязычное прозаическое собрание белорусских народных рассказов и сказок в литературной обработке «Шляхтич Завальня, или Беларусь в фантастических рассказах», которое в XIX веке было чрезвычайно популярно. Белорусскоязычный перевод легенды из сборника был опубликован в Виленской газете «Гомон». В произведении сильно заметна тяга автора к «страшной» фантастике и мистике, что привлекает жадного до сказочных чудес подростка. В современных условиях увлечения жанром фэнтези это художественное произведение влечёт белорусскоязычных ребят своей таинственной загадочностью, рассказом о леших, оборотнях, колдунах, русалках. Современники же писателя были склонны в рассказах Барщевского видеть «белорусский гофманизм» (по имени немецкого сказочника Гофмана), с его символико-фантастической формой показа борьбы светлых и тёмных сил, благородства и алчности.
В романтическом направлении развивалась и поэзия Яна Чечота, который занимался собиранием фольклора и олицетворял фольклорные сюжеты в художественном слове. Языковед и фольклорист XX века Константин Цвирко отмечал, что творчество таких деятелей того времени, как Барщевский, Ян Чечот, Винцент Дунин-Марцинкевич стало «Предвестником нашего национального возрождения» и, соответственно, детской литературы. А за ними шагали такие мастера слова, как Франтишек Богушевич, Адам Гуринович, Янка Лучина. Во второй пореформенный период условия для развития белорусской литературы, по мнению некоторых исследователей, значительно ухудшились. Соратник генерала Михаила Муравьёва-Виленского Иван Корнилов, который в те времена возглавлял Виленскую учебную округу, и другие представители царской власти ставили своей главной задачей русификацию края. В конце XIX века вновь на белорусской земле зазвучало белорусское стихотворение — стихотворение поэта-демократа и просветителя Франциска Богушевича, усилиями которого белорусское слово было поставлено в один ряд с другими европейскими языками.

## XX век

### Начало XX века
Начало XX века ознаменовалось белорусским культурно-национальным возрождением, которое распространилось после революции 1905—1907 годов. В это время начали открываться национальные школы, была легализована белорусская печать (начали выходить такие газеты как «Наша доля» и «Наша нива»). В 1906 году выходит первая книга для обучения детей на родном языке «Белорусский букварь» (автор неизвестен) .
Но в то же время ощущалась нехватка именно художественной литературы на родном языке, особенно для детей и подростков. По этой причине Александр Власов (бывший редактор «Нашей Нивы») обратился к минскому губернатору с прошением «позволить издание белорусскоязычного месячника для детей и молодёжи „Лучинка“». Первый номер этого литературного и научно-популярного издания увидел свет в 1914 году (редактор Александр Власов). А первый его номер открывался стихотворением Тётки «Лучинка». Эта автор и определила цель журнала в обращении «К деревенской молодёжи белорусской», напечатанном во втором номере: «Лучинка будет стараться заглянуть в каждый уголок нашей Белорусской Сторонки, узнать все её болезни, показать их Тебе, Молодёжь, объяснить, каким способом от этих болезней вылечить Родную Сторонку». Алоиза Пашкевич (Тётка) подняла проблему воспитания у юного поколения любви к родному слову. Её просветительская деятельность сыграла определённую роль в становлении литературы для детей. В 1906 году вышла её книга стихов «Первое чтение для деток белорусов», в которой она затронула тему жизни белорусского села. Также она уделяла внимание фольклорной тематике (сказки, пословицы, загадки, частушки), затрагивала поэтическую проблематику (книга «Гостинец для маленьких детей», 1906). Тётка стала основательницей научной беллетристики для детей (писала статьи на страницах журнала «Разговоры о птицах»: «Жаворонок», «Перелетные птицы» и др.).
А в литературу приходят такие будущие классики белорусской литературы, как Янка Купала, Якуб Колас, Максим Богданович. В 1909 году Якуб Колас написал учебное пособие «Второе чтение для детей белорусов», в котором в стихах поэтизировал природу, описывал деревенский быт. Закладывает фольклорную основу Колос в свою поучительную сказку «Дед и медведь» (1918 г.). Фольклорная первооснова была заложена и в орнитологический цикл стихов Кондрата Лейки («Сорока», «Аист» «Журавль» и др.) — родоначальника национальной драматургии для детей. Писал песенно-лирические произведения для детей, а также сказки, Карусь Каганец («Журавль и цапля», «Волчок», «Откуда кукушка взялась»). Большое внимание вопросам школьного обучения уделял Вацлав Ластовский («Родные зерна», 1915 г.; «Незабудка — первая после букваря книжка», 1918 г .; «Сеятель — вторая после букваря книжка», 1918 г.). В его произведениях прослеживались также и фольклорные мотивы («Ворона и рак», «О кукушке», «Зайчик», «Бездонное богатство»).
Обращался к фольклорным мотивам и Максим Богданович, который приучал детей к основам морали в своей сказке «Мушка-зеленушка и комарик — носатое личико» (1915).

### 20—40-е годы XX века
В начале 1920-х годов разворачивается периодическая печать для детей. Первым русскоязычным изданием для детей после революции стал журнал «Зоркі» (рус. «Звёзды»; 1921—1922). На смену «Зоркам» с декабря 1924 года приходит «Белорусский пионер» (1924—29 гг.); выходит газета «Пионер Беларуси» (с 1929 года).
Высказывает уважение к родному языку в сборнике «Матчына мова» (рус. «Материнский язык»; 1918) Алесь Гарун. Пишут свои первые юношеские повести Михась Чарот («Свинопас», 1924), Анатоль Вольный («Два», 1925). Писатели Андрей Александрович, Анатоль Вольный и Алесь Дудар вместе создают приключенческий роман «Волчата» (1925), в котором отражают борьбу юных героев за свободу своего народа. Появляются и драматические произведения для детей — пьеса «Пастушки» Михася Чарота (1921), «Прекрасная ночь» (1927) и «Ёлка Деда Мороза» (1927) Сергея Новика-Пяюна.
Появляется периодическая печать на территории Западной Белоруссии — начинает свою деятельность журнал «Заранка» (рус. «Малиновка»; 1927—1931) под редакцией Зоськи Верас, на страницах которого популяризируют родное слово Алесь Гарун, Констанция Буйло, Якуб Колас, Михаил Машара и другие. Чуть позже выходят западнобелорусские журналы «Пралеска» (рус. «Подснежник»; 1934—1935), «Снопок» (1937), «Белорусская летопись» (1933—1939).
Молодые белорусские писатели работают над созданием нового образа юных героев тогдашней современности — повести «Победа» (1930), «Необыкновенный медведь» (1930) Алеся Якимовича, «Ловушка» (1935) Симона Барановых. В своей статье «Проблемы современной белорусской детской литературы» (1931) Александр Якимович отметил, что нехватка тогдашней литературы для детей была в игнорировании потребностей самого ребёнка как читателя, так как, по его мнению, многие писатели того времени смотрели очень упрощённо на эту литературу, мол, дети неразборчивые, и поэтому всё употребят. Сосредоточил он внимание на проблеме специфики детской литературы и в своём выступлении на I Всебелорусском съезде писателей (июнь 1934), на котором подчеркнул, что литература для детей равноценная часть всей белорусской литературы, но со своей спецификой. И спецификой не в упрощении, а наоборот — в отборе наиболее важного и интересного материала для детей, который должен иметь яркое оформление с учётом возрастных и психологических особенностей детей. Также Якимович издал первую в белорусской советской детской литературе азбуку (стихотворную) «Слушай — запоминай» (в 1948 году). И только значительно позже, начиная с 70-х годов, были написаны белорусскими авторами десятки азбук, в которых авторы проявляли изобретательность, фантазию, умение включить в их познавательные сведения, эффекты игры, приключения.
Заострял внимание на значимости детской литературы и Якуб Колас. Он говорил о том, что детей сызмальства надо заманить книгой, и вызвать у них устойчивый интерес к чтению, что присоединение к книжной культуре начинается уже с детского сада. В своей «Методике родного языка» (1926) он подчеркивал, что процесс присоединения к книжной культуре активизируется в начальных классах. А Василь Витка писал, что с первых дней через игру нужно привлекать детей к словам родного языка, чему активно способствует использование на уроках и внеклассных занятиях произведений белорусской детской литературы. Якуб Колас обрабатывает народные сказки («Дударь», «Как петушок спасал курочку», «Зайкина избушка» и др.), а также создаёт и стихотворные сказки («Рак-усач», 1926). В юношеской повести «На просторах жизни» (1926) автор впервые в белорусскоё литературе попытался разработать жанр юношеской повести. Его поэма «Михасёвы приключения» (1934) впечатляет метафоричностью языка, своим лирично-эпическим началом и описанием природы. Якуб Колас стал теоретиком детской литературы, а традиции его мастерства применяются и в современной литературе для юного читателя.
Появляются новые громкие имена белорусской культуры, обогатив художественный опыт детской литературы своими произведениями — Янка Мавр («Полесские робинзоны», 1930), Михаил Лыньков («Миколка-паровоз», 1936), Кузьма Чорный («Настенька», 1940). Создают поэзию для детей Янка Купала (стихотворение «Детское»), Якуб Колас (стихи «За науку», «Дед-гость»), Змитрок Бядуля (стихотворение «Молодая весна»). Начинает развиваться и жанр сказки в детской литературе — в произведениях Алеся Якимовича («Кузнец Вярнидуб», 1935), Михаила Лынькова («Про смелого воина Мишку и его славных товарищей», 1935), З. Бядули («Муравей Палашка», 1939; «Серебряная табакерка», 1940).
На страницах журнала «Зоркі» печатаются стихи для детей Янки Купалы («Песня и сказка», «Мороз», «Сын и мать» и др.). Помимо написания своих произведений, он занимается переводом детской поэзии (стихотворение «Ёлочка» Раисы Кудашевой, «Дед и баба» Юзефа Крашевского). В своих стихах Купала нередко использует фольклорные мотивы (стихотворение «Детское»). Фольклорную основу заложил и Виталий Вольский в свои пьесы («Великолепная дудка» и «Дед и журавль», 1939).
Главным редактором журнала «Зоркі» был Змитрок Бядуля. Его произведения для детей отличались драматизмом и в то же время простотой и лаконичностью описания, остротой конфликтов и глубоким психологизмом («Маленькие дровосеки», «Где конец света?»). Кроме того он писал статьи о развитии детской литературы и периодической печати («Дело старения новых школьных учебников и издания детского журнала», «О детской печати» и др.). Обращался он и к мотивам устного народного творчества (сказки «Иванушка-простачок», «Клад» и др.).
Многогранностью таланта ознаменовался Янка Мавр. Его первая в белорусской литературе научно-фантастическая повесть на белорусском языке «Человек идёт» (1926) дала начало фантастическому и приключенческому жанрам белорусской литературы. Разработку жанра приключенческой литературы он продолжил в своих повестях «В стране райской птицы» (1928), «Сын воды» (1928), романе «Амок» (1929). Обращался он и к национальной тематики («Полесские робинзоны», 1930), и к проблеме воспитания (повесть «ТВТ», 1934). Янка Мавр подчёркивал, что писателям нужно заботиться о том, чтобы дети, сегодняшние и завтрашние малые читатели могли сказать когда вырастут, что всем хорошим они обязаны книгам.
Детская белорусская литература военного времени отличается патриотической направленностью, присущей всей художественной литературе военного периода (стихи Янки Купалы, Якуба Коласа, Максима Танка, Аркадия Кулешова, Петруся Бровки, рассказы Кузьмы Чорного, Михася Лынькова). В этот период чувствовалось органическое сближение литературы для взрослого читателя и детей. Отдельно из произведений для детей, написанных в войну, следует отметить стихотворение Янки Купалы «Мальчик и лётчик на войне», рассказ Александра Якимовича «Пионер Геня», сборник стихов Эди Огнецвет «Михасёк», а также либретто детской оперы «Джанат».
Но и после войны прослеживается военная тематика, которая в литературе преобладает. В 1948 году выходит книга «Никогда не забудем», которая была составлена Янкой Мавром вместе с Петром Рунцом по письмам-воспоминаниям детей, непосредственно пережившими те страшные годы. Всего к авторам книги поступило около четырёхсот детских произведений. Выходит целый ряд произведений на тему «детство и война» — повесть «Андрюша» Павла Ковалева (1948 г.), «Самые юные» Ивана Сивцова (1949 г.), поэма «Песнь о пионерском знамени» (1949 г.) Эди Огнецвет.

### 50—70-е годы XX века
В начале 1950-х годов также наблюдается тематика войны в произведениях белорусских писателей. Выходят поэмы Кастуся Киреенко («Аленкина школа», 1951), Антона Белевича («Иди, мой сын», 1953), Эди Огнецвет («Будем дружить», 1955), Анатоля Астрейко («Приключения деда Михеда», 1956).
В то же время выходят и новые произведения, на мирную тематику. Разрабатывают школьную тему Янка Брыль («Лето в Калиновке», 1950; «Здравствуй, школа», 1953), Александр Якимович («Говорит Москва», 1954), Павел Ковалёв (сборник рассказов «Затерянный дневник», 1954), Михаил Даниленко («Верность слову», 1956), Елена Василевич («Завтра в школу», 1956) и др.
Значительно обогатила послевоенную детскую прозу научно-фантастическая повесть Янки Мавра «Фантомобиль профессора Цыляковского» (1954), которая стала продолжением разработки им фантастического жанра.
В начале своего творческого пути к прошлому и богатствам фольклора обратился Владимир Короткевич, свидетелем чего стали его «Сказки и легенды моей Родины», которые он прислал для оценки Якубу Коласу летом 1952 года. Короткевич хорошо понимал большое воспитательное значение сказки и её роль в формировании любви к родине, к белорусскому языку. Патриотической по содержанию стала его сказка «Лебединый скит», в которой повествуется о событиях древности, когда татары грабили русские земли. В завершение сказки писатель приводит две версии о возникновении названия «Белая Русь» — от лебединого оперения стала белой одежда проживающих в ней людей, а ещё она потому «белая», что не была под татарами. На народном фольклоре основана и его сказка «Ужиная королева», в которой повествуется о трагической истории красавицы Ялины и её мужа, ужиного короля. Короткевич много изучал, записывал, и творчески использовал фольклор, который воспринимал как духовное сокровище народа.
Возвращается в литературу после длительного перерыва Владимир Дубовка. Выходят его сборники сказок «Великолепная находка» (1960), «Милавица» (1962), «Цветы — Солнцевы детки» (1963), «Золотые зёрна» (1975), которые примечательны своей морально-этической проблематикой и философичностью содержания. Помимо Дубовки возвращаются на родину после сталинских репрессий писатели Сергей Гроховский, Алесь Пальчевский, Станислав Шушкевич, Алесь Звонак, Язеп Пуща.
Раскрывает в своих книгах поэзии образы родного края Алексей Пысин («Мотылёчки-бабочки», 1962; «Радуга над плёсом», 1964), показывает красоту природы Евдокия Лось («Обутая ёлочка», 1961; «Сказка про Ласку», 1963; «Вяселики», 1964).
Вновь поднимает тему Великой Отечественной войны, показывая ужасы оккупации глазами детей, Иван Серков, в трилогии: «Мы с Санькой в тылу врага» (1968), «Мы — ребята живучие» (1970), «Мы с Санькой — артиллеристы» (1989).
В 1971 году выходит знаковая историческая повесть Алеся Якимовича «Кастусь Калиновский», а в 1976 году — «Тяжёлый год». Пишет Якимович и сказки, основанные на фольклорных мотивах («Про смелого Ежа», «Воробьёвы гости» и др.), а также переводит на белорусский язык сказки Александра Пушкина, Самуила Маршака, Корнея Чуковского.
Обращается к научно-познавательному жанру с элементами публицистики Виталий Вольский, который издаёт такие краеведческие книги, как «Путешествие по стране белорусов» (1968), «Полесье» (1971), а также такой цикл естественно-научных очерков, как «Судьба Дункана» (1978), «Здравствуй, Берёза» (1984). Красочно описывает природу Беловежской пущи в одноимённом очерке Владимир Короткевич («Беловежская пуща», 1975), который помимо того раскрывает и свой талант сказочника-новатора через традиционные образы и мотивы в своём сборнике «Сказки» (1975). В тот же период выходит его эмоционально-приподнятый рассказ о Беларуси «Земля под белыми крыльями» (1977).
Красивый мир детства открывается в рассказах Виссариона Гарбука (сборник «Ненароком и нарочно», 1969; «Таких цветов не бывает», 1971; «Город без попугайчиков», 1983) и Владимира Юревича («Тарасковы заботы», 1966; «Где ночует солнце», 1970; «Нестрашный страх», 1986). Познавательный и воспитательный потенциал через рассказы о природе показал Павел Мисько («Осеннем днём», «Лесные дары» и др.). Морально-этические вопросы он поднимает через рассказы «Хороший человек», «Календарь совести». В своей юмористической повести «Новосёлы, или Правдивая, иногда весёлая, иногда страшноватая книга о необычном месяце в жизни Жени Мурашки». Она учит детей чувству ответственности и обучает контролировать свои поступки и поведение. Поднимает проблемы дружбы и человеческих взаимоотношений через фантастические повести «Приключения Бульбобов» (1977) и «Грот афалины» (1985). Кроме того, он переводит на белорусский язык поэмы Николая Гоголя «Мёртвые души», сказки Петра Ершова «Конёк-горбунок», отдельные произведения Владимира Тендрякова, Владимира Личутина, Евгения Носова, Василия Белова, Корнея Чуковского.
Не остаётся в стороне и драматургия — одна за другой появляются героические пьесы Алеся Махнача «Скворец» (1963) и «Гавроши Брестской крепости» (1969), Валентина Зуба «Марат Казей» (1963) и «Юность рыцаря» (1972).

### 80—90-е годы XX века
Те социально-политические изменения в обществе, которые происходили в 80—90-х годах XX века, повлияли не только на особенности развития белорусской детской литературы этого периода, но и на принципы отбора произведений для чтения в дошкольных воспитательных учреждениях и школах. Были исключены из рекомендательных списков для детского чтения произведения, которые в новых условиях утратили свою актуальность, те, что определялись навязчивым дидактизмом, упрощённостью и чьи литературная качества были далеки от искусства. Но актуальными и по сей день остались произведения для детей Андрея Александровича, Змитрока Бядули, Алеся Якимовича, Владимира Дубовки, Янки Мавра, Михася Лынькова, Кузьмы Чорного, Виталия Вольского, Василя Витки, Станислава Шушкевича и других. Детская литература советского периода стала важной частью национальной письменности, а её лучшие достижения — дорогим сокровищем белорусского народа. В это время белорусская детская литература вышла на более широкие тематические пределы, и полнее и глубже зазвучала тема Родины.
Национальной особенностью выделяются произведения Василия Жуковича (сб. «Гуканье весны», 1992), Владимира Каризны «Играй, свирель, не замолкай», 1998), Леонида Прончака («Девочка-белорусска», 1993).
Занимательно пишет для детей Артур Вольский, один из основателей журнала «Вясёлка», соавтор учебников по литературному чтению для начальной школы «Буслянка». В течение 1980—1990 годов он написал довольно много книг для детей («Солнце близко совсем», 1984; «Доберусь до небес», 1984; «От А до Я — профессия моя», 1987, и др.). За книгу «Карусель» (1996) писатель в 1997 году был удостоен звания лауреата литературной премии имени Янки Мавра. Также нельзя не отметить и ещё одного писателя, тесно связанного с «Вясёлкай» — Владимира Липского, также лауреата премии имени Янки Мавра. Его творчество выделяется оригинальностью сюжета, сказочностью, и приключенческими элементами («Клякса-вакса и Янка с Дивнгорска», 1982; «Про Андрейку Добрика и чёртика Дуроника», 1993; «Королева белых принцесс», 2000).
Интересно и удачно сочетают фантастическое с реальным в своих произведениях Раиса Боровикова («Галенчина „Я“, или Планета Любопытных мальчиков», 1990) и Александр Савицкий («Радости и горести золотистого карасика Бублика», 1993).
Жанровым разнообразием выделяется поэзия Рыгора Бородулина, который виртуозно играл словом и каламбурил («Индыкала-кудыкала», 1986; «Кобра в сумке», 1990; «Тришка, Мишка и Щипай ехали на лодке», 1996). Отличаются своеобразием и его азбуки («Азбука не игрушка», 1985; «Азбука — весёлый улей», 1994).
В 1990-х годах выходит белорусскоязычный религиозный католический журнал для детей «Маленькі рыцар Беззаганнай» (бел. «Маленький рыцарь Непорочной»), дополнение к католическому изданию «Ave Maria», основанного Минско-Могилёвским архидиоцезом. Главный персонаж в журнале — мальчик, «Маленький рыцарь Непорочной».
В начале 1990-х годов в периодической печати выходят научно-популярные очерки о древней белорусской истории Сергея Тарасова, Владимира Орлова, Константина Тарасова, Витовта Чаропки. Кроме того, выходят и книги на данную тематику, которые адаптированы к восприятию младшими школьниками.
В 1995 году выходит фотожурнал «Лесовик» (редактор и издатель — Владимир Яговдик), который определил своей целью экологическое воспитание детей. Отличие от других изданий — тематические номера-фоторепортажи о национальных парках Беларуси. Кроме того, журнал ведёт экологическое воспитание подрастающего поколения на литературно-художественном материале, проводятся презентации новых белорусскоязычных книг о природе. Редактор журнала Яговдик и сам посвящал свои произведения родной природе, закладывая в них фольклорную основу («Вернется князь Кук», 1993; «В царстве Водяного», 1995; «Изумительный корабль», 1995; «Птичья дорога», 2002).
Затрагивает аспекты воспитания детей Эдуард Луканский в сборнике «Гость из Красной книги» (1997), где автор показывает читателю, как нужно воспитывать в себе бережное отношение к общественному достоянию, уважение и деликатность в отношениях со старшими, и другие положительные качества характера.

## Начало XXI века
Проза начала XXI века характеризуется устойчивостью и последовательным освоением традиций конца XX века. Также, как и прежде, на первом плане остаётся становление гармонично развитой личности человека, воспитание чувства общности и собственного достоинства. Морально-этические вопросы раскрываются в большинстве произведений различных жанров.
Так, например, повесть Валерия Гапеева о школьной жизни «Ловушка на рыцаря» (2002) посвящена системе морально-этических ценностей поколения «next». За книгу автор удостоен литературной премией имени Владимира Колесника Брестского облисполкома. В 2013 году вышли его книги — сказка «Солнечная поляна» и сборник повествований для подростков «Я раскрашу для тебя небо». А в 2018 году автор стал лауреатом Премии Тётки в номинации «Наилучшее произведение для детей или подростков» за книгу «Моя милая ведьма: школьный роман».
Издаётся целый ряд материалов на историческую тематику. Сергей Тарасов публикует зарисовки о наиболее значимых событиях в древней Беларуси и исторических лицах — Франциске Скорине, Льве Сапеге, Константине Острожском и других. Владимир Орлов и Константин Тарасов публиковали ещё в конце прошлого века легенды и предания, на основе чего позже написаны очерки-путешествия по истории Беларуси («Беларусь. Историческое путешествие для детей» (Константин Тарасов, 2000)). На исторические темы пишет и Владимир Бутромеев («Большие и знаменитые люди земли Беларуси», 2002; «Знаменитые родом своим», 2006). Естественно-научным характером определяются сказки из сборника Ростислава Бензерука «Заячья шубка» (2004), использует писатель и оригинальную форму «сказки-загадки».
Согласно одному из принципов литературы — придуманное в придуманном (как в произведениях мюнхгаузиады) написано произведение Василия Ширко «Дед Манюкин и внуки» (2003), в котором дедушка рассказывает истории фантастического характера, которые якобы случились с самим стариком. В этих историях скрыто философское содержание, а также притчевая назидательность.
Заметный вклад в белорусский детскую литературу вносит Александр Бадак, который много пишет для детей стихов, повестей, сказок и познавательной литературы («Необычное путешествие в страну ведьм», 2001; «Одинокий восьмиклассник хочет познакомиться», 2007; «Животные: зоологические этюды», 2009; «Невероятные истории из жизни магов», 2011). За книгу «Растения: ботанические этюды» (2008) из серии для детей «Всем про всё» Александр Бадак стал лауреатом премии «Золотой купидон» за лучшую книгу года в номинации «Публицистика».
Притчевостью, сюжетной занимательностью и своеобразной манерой построения интриги выделяются сказки Елены Масло («Тайны заброшенной хаты», 2005; «Рождество у крёстной», 2005; «Паучок Фэлик путешествует», 2013). В очень оригинальной форме преподнесла Оксана Спрынчан свою книгу «Папаш Ярош, маман Оксана, дочета Альжбета. Полный эксклюзив» (2013) — позитивная и познавательная книга про сямью, слова и свою страну. Книга оригинальна тем, что историями в ней делится вовсе не мама Оксана, а именно её дочь Альжбета, «Невеста для Базыля» (сборник сказок; 2017 г.) и др.
В 2012 году увидела свет книга Людмилы Рублевской «Авантюры Пранциша Вырвича, школяра и шпиона», первая книга из приключенческо-фантасмагорической серии об ученике Минского иезуитского коллегиума «Пранциша Вырвича». Белорусский литературовед и критик Оксана Безлепкина отметила, что повествование книги проявляет сразу две тенденции: с одной стороны, романтически-приключенческое просветительство Владимира Короткевича, а с другой — постулирование традиционных ценностей как противовес постмодернизму. В 2014 году вышли ещё две книги из серии — «Авантюры студиозуса Вырвича» и «Авантюры драгуна Пранциша Вырвича». А в 2017 году автор стала лауреатам Национальной литературной премии в номинации «Наилучшее прозаическое произведение» за книгу «Авантюры Пранциша Вырвича, предателя и конфедерата».
В 2013 году вышла книга Ольги Гапеевой «Печальный суп», состоящая из пяти сказочных историй. С книгой Гапеева стала лауреатом премии Союза белорусских писателей и ПЕН-центра «Экслибрис» имени Янки Мавра. В том же году Татьяна Сивец получила литературную премию Союза писателей Беларуси «Золотой Купидон» в области детской литературы за свою приключенческую книгу для детей «Куда пропала обезьянка Маня?».
С августа 2013 года детский журнал «Вясёлка» начал выпускать своё дополнение — журнал для дошкольников «Буся». А сам журнал «Вясёлка» продолжает литературное образование и морально-этическое воспитание своих читателей. На страницах журнала предпочтение отдаётся сказкам, которые пропагандируют добро и справедливость, взаимовыручку. Также журнал ведёт сайт, на котором размещает сказки и детские стихотворения. При этом во всех произведениях очень точно расставлены моральные акценты, и это одинаково относится как к фольклорным сказкам («Королевич, волшебник и его дочка», «Заяц и ёжик», «Дятел, лисица и ворона» и другие), так и к литературным произведениям со сказочным сюжетом («Смышлёный кот и шляхетский сын» Олега Грушецкого, «Принцесса Румзанида в Стране Кукол» Елены Масло, «Про кошачьего короля и мышку-принцессу» Раисы Боровиковой, «Аист и аистята» Язепа Лёсика и др.).
В конце 2015 года была учреждена «Премия Тётки» за лучшую книгу на белорусском языке для детей и подростков, а также за лучшее художественное оформление книги для детей (основатели премии — Белорусский ПЕН-центр, фонд «Возвращение», СБП). В 2016 году ей были награждены первые лауреаты. Сразу в двух номинациях победила книга Надеи Ясмински «Семь роз» (художник — Екатерина Дубо́вик, бел. Кацярына Дубовік).
В 2015 году вышли книги, которые отметились не только содержаниям, но и прекрасным оформлением. Это фэнтезийный роман «Семь камней (2015)» Алексея Шеина и сказка «Красноречивое сердце» писателя и художника Олега Аблажея. Обе книги в 2016 году номинированы на Литературную премию Тётки в номинации «Наилучшая книга для детей и подростков», а книга «Красноречивое сердце» — ещё и на премию «Глиняный Велес».
Внимания заслуживает познавательно-образовательная литература для детей, которая оригинальным способом может донести ребёнку полезные знания. Известный детский писатель Владимир Липский, опираясь на консультации специалистов в сфере финансового и банковского дела, создал ряд повествований в серии «Денежка и таинственный кошелёк» (первая книга из серии вышла в 2017 г.), через которые автор знакомит детей с основами финансовой грамоты. По-своему уникальной стала книга Олега Грушецкого «Страна Измерения» (2019 г.) — образовательная сказка про способы и единицы измерения, в которой все повествования сопровождаются красивыми и познавательными рисунками, что помогает маленьким школьникам легче и интереснее усвоить единицы измерения. В 2019 году «Страна Измерения» вошла в ТОП-10 лучших книг для детей на белорусском языке, в 2020 — ТОП-12 белорусских детских книг.
Создаются и богато илюстрированныя детские энциклопедии. Тут выделяются книги белорусского музыканта и историка Яроша Малишевского — «Необычная энциклопедия белорусских народных инструментов» (2010 г., в соавторстве с А. Спринчан) и «Детский атлас Беларуси. Замки, крепости, божницы» (2019 г.), а также «Детский атлас Беларуси» (2017 г.) Полины Гринчанки, издание которого консультировали сотрудники Академии наук. «Детский атлас Беларуси» в 2018 году возглавил рейтинг наиболее продаваемых книг.
Современная белорусская проза для детей стремится по возможности удовлетворить потребности книжного рынка. Издаются произведения, относительно новые для белорусской литературы по форме и содержанию (комикс, фэнтези, научная фантастика и др.. Учитывая реалии современности, белорусская сказка также насыщается современными атрибутами. Например, у Анатолия Бутевича есть сказка «Приключения вируса Шкоди» (2009) про компьютерный вирус. Также написаны из расчёта на сегодняшних детей сказки Раисы Боровиковой «Сказки астронавта: космические путешествия белоруса» (2006) и «Сказочные повести про приключения межпланетного Пожарного и других мамыриков» (2010). Вместе с тем, белорусские писатели стремятся сохранить традиции классических образцов словесного искусства — как стилевые традиции, так и духовные. Сказка была и остаётся очень востребованным жанром. В издательстве «Мастацкая літаратура» ежегодно выходят прекрасные сборники белорусских авторских сказок («Один кот и один год», «Звёздная Кася», «Невеста для Базыля» и другие), которые пользуются неизменным спросом.
Стремится соответствовать современным запросам писательница Екатерина Хадасевич-Лисовая, учитель начальных классов, лауреат Национальной литературной премии. В 2020 году увидела свет её книга-квест «Ключ от Большой Ценности» — сказка с элементами мифологии и с общечеловеческими ценностями; книга была отмечена Национальной литературной премией в номинации «Лучшее произведение для детей и юношества» (2020). В том же году была издана её книга-гаджет «Знакомьтесь — #Лайк!», которая предоставляет полезную информацию, ведёт в мир фантазии, расширяет словарный запас, дарит возможность знакомиться во Всемирной сети с новыми друзьями, предлагает сыграть в настольную игру.
В XXI веке существенным образом меняется роль книги, которая заменяется виртуальным пространством. И это должно подтолкнуть белорусских писателей к поиску альтернативных способов передачи духовного и научного опыта белорусского народа, например — через создание аудиокниг, фильмов, компьютерных игр, виртуальных библиотек. И во всём этом ведущую роль может сыграть детская книга.

В мае 2021 года в Национальной академии наук прошёл II Международный форум исследователей белорусской сказки, к которому было подготовлено сразу несколько докладов, посвящённых фэнтези в белорусской литературе, среди которых, например, доклад Татьяны Борисюк «Идейно-образные поиски в книге сказок Олега Грушецкого „Рыцарь Янка и королевна Милана. Таинственное королевство“». Книга уникальна тем, что её можно назвать настоящим белорусским фэнтези. А учитывая, что она была написана ещё в 2012 году, то роман фактически является первым современным белорусскоязычным фэнтези. Книга написана на основе белорусского фольклора, её герои — мифические персонажи белорусских преданий, а события разворачиваются в мире, похожем на белорусское Средневековье. Главным героям романа, юным брату и сестре, надлежит спасти королевство от колдуна, коварством захватившего захватил трон. А в 2022 году вышло продолжение ставшего популярным приключенческого фэнтези Олега Грушецкого — «Рыцарь Янка и королевна Милана. Королевству нужны герои».
- Александр Бадак (на рабочем месте)
- Татьяна Сивец с литературной премией «Золотой Купидон» за книгу «Куда пропала обезьянка Маня?»
- Оксана Спрынчан со своей книгой «Папаш Ярош, маман Оксана, дочета Альжбета. Полный эксклюзив»
- Людмила Рублевская с трилогией «Авантюры Пранциша Вырвича»
- Валерий Гапеев с книгами «Моя милая ведьма» и «Солнечная поляна»
- Олег Грушецкий с трилогией «Рыцарь Янка и королевна Милана»

## Комментарии
1. ↑  Не применялся в фольклористике сам термин «детский фольклор». Произведения,которые собиратели фольклора называли «детскими песнями», «колыбельными», «потешками» и др. публиковались в фольклорных сборниках рядом с обрядовой поэзией, чаще всего присоединялись к семейным, крестильным песням[3].
2. ↑  Стихотворные строчки, которыми взрослые сопровождают первые движения детей.
3. ↑  По воспоминаниям Яцковского у Багрима таких стихов было много, но они были отобраны по цензурным соображениям. За чтение своих стихов во времена Крошинского бунта Багрим был сдан в рекруты, откуда вернулся домой уже пожилым человеком.
4. ↑  До этого в 1919 году была попытка издать детский журнал в Вильнюсе, «Зелёные деревца». Но сохранился только один его, первый номер.
5. ↑  В начале журнал предполагалось назвать «Красные звёзды».

### На белорусском языке
- Алейнік Л. А., Лапіцкая А. М. Каму чытаць «Міколку-паравоза»? // Літаратура і мастацтва : газ.. — Минск: Издательский дом «Звязда», 2014-08-15. — Вып. 4781, № 32. — С. 8. — ISSN 0024-4686.
- Барташэвіч Г. А. Дзіцячы фальклор / Пад. рэд. К. П. Кабашнікава. — Навука і тэхніка, 1972. — 736 с. — 15 400 экз.
- Беларуская дзіцячая літаратура. Вучэб. дапам. для філал. фак. і фак. педагогікі і методыкі пачатковага навучання / Пад рэд. М. Б. Яфімавай, М. М. Барсток. — Минск: Вышэйшая школа, 1980. — 350 с. — 4000 экз.
- Грушэцкі А. Л. Шэсць стагоддзяў дзіцячай літаратуры // Літаратура і мастацтва : газ.. — Минск, 2014-08-15. — Вып. 4781, № 32. — С. 6. — ISSN 0024-4686. Архивировано 8 октября 2014 года.
- Гурэвіч Э. С. Беларуская дзіцячая літаратура (1917 — 1967) / Пад рэд. В. В. Барысенка. — Минск: Навука і тэхніка, 1970. — 312 с.
- Юны чытач і дзіцячая літаратура // Сучасная літаратура і чытач. — Минск: Навука і тэхніка, 1988.
- Беларуская дзіцячая літаратура: Хрэстаматыя. — Минск: Вышэйшая школа, 1996. — 655 с. — 6000 экз. — ISBN 985-06-0159-0.
- Макарэвіч А. М., Яфімава М. Б., і інш. Беларуская дзіцячая літаратура / Пад рэд. А. М. Макарэвіча, М. Б. Яфімавай,. — Минск: Вышэйшая школа, 2008. — 688 с. — 3500 экз. — ISBN 978-985-06-1440-7.
- Несцяровіч В. Б., Шаўлоўская М. Ф. Беларуская дзіцячая літаратура. — Минск: Міністэрства адукацыі Рэспублікі Беларусь, 2008. — 27 с.
- Шаўлоўская М. Ф. Беларуская дзіцячая літаратура: Хрэстаматыя. — Минск, 2003.

### На русском языке
- Голенченко Г. Я. Источники по истории белорусской культуры: (Старопечатные учебные книги XVI — первой половины XVII в.) // Из истории книги в Белоруссии. — Минск, 1979.
- Гуревич Э. С. Боль и тревоги наши: Дети, война, литература. — Минск: Наука и техника, 1986. — 253 с.
- Гуревич Э. С. Детская литература Белоруссии. — М.: Детская литература, 1982. — 239 с.